# Мальяни, Агостино
Агостино Мальяни (итал. Agostino Magliani; 23 июля 1824, Лаурино,  Королевство обеих Сицилий – 20 февраля 1891, Рим) – итальянский политический и государственный деятель, министр финансов (1878–1879 и 1881–1888), финансист, сенатор.

## Биография
Образование получил в Неаполе. С 1871 года – член Сената. Заработал репутацию финансового эксперта ещё до того, как в 1874 году появился его «Вопрос монетарии».
Стал известен благодаря отмене налога на помол и восстановление в 1883 г. размена бумажных денег и золотого обращения, совершенное, однако, при крайне неблагоприятных обстоятельствах экономических, финансовых и политических; поэтому в 1894 г. пришлось прекратить размен бумажных денег и восстановить их принудительный курс. 
В области таможенной политики Мальяни был сторонником протекционизма.

## Избранные публикации
- «La questione monetaria» в «Nuova Antologia» (1874, 4)
- «Il deprezzamento dell’argenio» (там же, 1877, 8).